# Liste des œuvres de Félix Vallotton
Cette page liste les œuvres de Félix Vallotton (Lausanne, 28 décembre 1865 - Paris, 29 décembre 1925).

## Œuvres
Félix Vallotton a produit un très grand nombre d’œuvres : 1704 peintures répertoriées, 237 gravures et des centaines d'illustrations de livre ou revues,.

### Estampes
Entre 1891 et 1901, Félix Vallotton réalise plus de cent vingt gravures sur bois et une cinquantaine de lithographies.
- 1890, Nuages
- 1891, Félix Vallotton, xylographie
- 1891, L’enterrement
- 1892, Le Mont Blanc, xylographie
- 1892, Le Jungfrau, xylographie
- 1892, Les Cygnes, xylographie
- 1892, L’Anarchiste
- 1892, Les Nécrophores
- 1892, La Foule de Paris
- 1892, La Rixe ou la Scène de café
- 1893, La Mer, xylographie
- 1893, Les Petites Filles, xylographie
- 1893, La Manifestation, xylographie
- 1893, L’Assassinat, xylographie
- 1893, La Charge, 200 × 260 mm, xylographie[4]
- 1893, Le Couplet patriotique, xylographie
- 1893, Le Mauvais Pas, xylographie
- 1893, L’Émoi, xylographie
- 1893, L’Accident (Paris intense), xylographie
- 1893, Deux baigneuses assises (les petites baigneuses I), xylographie
- 1893, L’Entrée dans l’eau (les petites baigneuses II), xylographie
- 1893, Baigneuses étendues sur l’herbe (les petites baigneuses III), xylographie
- 1893, La sortie du bain (les petites baigneuses IV), xylographie
- 1893, Deux fillettes en chemise (les petites baigneuses V), xylographie
- 1893, Fillette enlevant sa chemise (les petites baigneuses VI), xylographie
- 1893, Jeux au soleil (les petites baigneuses VII), xylographie
- 1893, Baigneuses surprises par l’orage (les petites baigneuses VIII), xylographie
- 1893, La baigneuse à l’enfant (les petites baigneuses IX), xylographie
- 1893, La baigneuse  aux cygnes (les petites baigneuses X), xylographie
- 1893, Le Bon Marché, xylographie
- 1894, L'émoi, xylographie
- 1894, Petits anges
- 1894, L’Exécution, xylographie
- 1894, L’Absoute, xylographie
- 1894, L’Averse, xylographie
- 1894, Le Coup de vent, xylographie
- 1894, Edgar Poe, xylographie
- 1894, Le Suicide, xylographie
- 1894, Le Bain, xylographie
- 1894, L’Étranger, xylographie
- 1894, La Modiste, 180 × 225 mm, xylographie[5]
- 1895, L'Art nouveau, affiche lithographiée
- 1895, La Nuit, xylographie
- 1895, Le Joyeux Quartier Latin, xylographie
- 1895, Le Confiant
- 1895, La Sortie
- 1895, L’Alerte, xylographie
- 1895, Les Rassemblements, xylographie
- 1896, Le Premier Janvier
- 1896, La Paresse[6]
- 1896, Le Poker, xylographie
- 1896, Roger et Angélique, xylographie
- 1896, Germinal, la symphonie, xylographie
- 1896, Le Violoncelle (les instruments de musique I), xylographie
- 1896, La Flute (les instruments de musique II), xylographie
- 1896, Le Violon et le violoniste au coin du feu (les instruments de musique III), xylographie
- 1896, Le piano (les instruments de musique IV), xylographie
- 1897, La guitare (les instruments de musique V), xylographie
- 1897, Le piston (les instruments de musique VI), xylographie
- 1898, La raison probante, xylographie
- 1898, Le mensonge (intimités I), xylographie
- 1898, Le triomphe (intimités II), xylographie
- 1898, La belle épingle (intimités III), xylographie
- 1898, La raison probante (intimités IV), xylographie
- 1898, L’argent (Intimités V), xylographie
- 1898, Le grand moyen (Intimités VI), xylographie
- 1898, Cinq heures (Intimités VII), xylographie
- 1898, Apprêts de visite (Intimités VIII), xylographie
- 1898, La santé de l’autre (Intimités IX), xylographie
- 1898, L’irréparable (Intimités X), xylographie
- 1898, L'âge du papier, eau-forte, publié dans « Le cri de Paris » le 23 janvier 1898
- 1898, Le gagnant, xylographie
- 1898, L'éclat, xylographie
- 1899, En famille, xylographie
- 1900, La rue, 180 × 225 mm, xylographie en couleur[7]
- 1900, La belle épingle, xylographie
- 1901, Le trottoir roulant (l’exposition universelle I), xylographie
- 1901, L'ondée inattendue et la fuite générale (l’exposition universelle), xylographie
- 1901, La vitrine de Lalique (l’exposition universelle III), xylographie
- 1901, Cinq heures (l’exposition universelle), xylographie
- 1901, Rue du Caire (l’exposition universelle), xylographie
- 1901, Le feu d’artifice (l’exposition universelle VI), xylographie
- 1895-1902, Le ballon (les rassemblements), xylographie
- 1895-1902, Le bureau d'omnibus (les rassemblements), xylographie
- 1895-1902, Le président (les rassemblements), xylographie
- 1895-1902, L'incendie (les rassemblements), xylographie
- 1895-1902, L'ivrogne (les rassemblements), xylographie
- 1902, Le jour de boire est arrivé, xylographie
- 1911, Le bibliophile (c’est la guerre I), xylographie
- 1915, La tranchée (c’est la guerre I), xylographie
- 1915, L’orgie (c’est la guerre II), xylographie
- 1915, Les fils de fer (c’est la guerre III), xylographie
- 1916, Dans les ténèbres  (c’est la guerre IV), xylographie
- 1916, Le guetteur  (c’est la guerre V), xylographie
- 1916, Les civils (c’est la guerre VI), xylographie

### Illustrations
Dans les années 1890, Félix Vallotton a contribué à l'illustration de revues comme :
- Le Courrier français,
- L'Assiette au beurre,
- La Revue blanche,
- etc.
- 1892, Immortels passés, présents ou futurs par F. Vallotton, L. Joly éditeur
- 1894, La Sortie, 367 × 266 mm, parue dans Le Courrier français[8].

Jusqu'en 1902, il publie dans le Chasseur de chevelures, supplément humoristique de la Revue blanche plus d'une centaine de « masques » (des portraits stylisés en noir et blanc) de célébrités de l'époque.

#### Portraits
De 1894 à 1902, Félix Valloton réalisa d'innombrables portraits dessinés de célébrités, principalement pour La Revue blanche, Le cri de Paris ainsi que pour Le Livre des masques de Remy de Gourmont. Parmi ceux-ci :
- Paul Adam
- Albert Aurier
- Mikhaïl Bakounine
- Victor Barrucand
- Aubrey Beardsley
- Otto von Bismarck
- Léon Blum
- Marcel Boulenger
- Paul Claudel
- Georges Darboy
- Isidore Ducasse
- Édouard Dujardin
- Georges Eekhoud
- Max Elskamp
- Félix Fénéon
- Théophile Ferré
- Ernest Hello
- Fortuné Henry
- Alexandre Herzen
- Józef Hoene-Wroński
- Alfred Jarry
- Joseph de Maistre
- Thomas Malthus
- Camille Mauclair
- Éphraïm Mikhaël
- Gaston Moch
- Multatuli
- Edgar Poe
- Léon Pourtau
- Pierre Quillard
- Jehan-Rictus
- Raoul Rigault
- Saint-Pol-Roux
- Albert Samain
- Marcel Schwob
- Stendhal
- Max Stirner
- Laurent Tailhade
- Hippolyte Taine
- Henry David Thoreau
- Eugène Varlin
- Auguste Vermorel
- Joseph Vinoy
- Willy

### Peintures
- 1884, Portrait de la mère du peintre
- vers 1884, Étude de fesses, huile sur toile 38 x 46 cm, collection particulière
- 1885, Portrait de Mr Ursenbach
- 1885, Autoportrait à l'âge de vingt ans, huile sur toile 70 x 55,2 cm, Musée cantonal des Beaux-Arts de Lausanne
- 1886, Portrait de Paul Vallotton, le frère de l'artiste
- 1886, Portrait des parents du peintre
- 1886, Portrait d'Antoinette Gruffel-Mignot, huile sur toile
- 1886, Portrait de Juliette Lacour (modèle)
- 1887, Félix Jasinsky dans son atelier de gravure
- 1887, Félix Jasinsky tenant son chapeau
- 1887, Le Haut-de-forme, intérieur ou La Visite, huile sur toile 45 x 36 cm, musée d'art moderne André Malraux - MuMa
- 1887, Portrait de Félix Jasinsky, huile sur toile 37,5 × 27 cm, collection particulière
- 1887, Nature morte au plat d'étain, huile sur toile
- 1887, Nature morte avec pichet et assiette, huile sur toile 64.9 × 81.3 cm, Baltimore Museum of Art
- 1888, Portrait du concierge, huile sur toile 61 x 50 cm, Musée d'Orsay
- 1888, Portrait de Paul Vallotton avec chapeau
- 1889, Les charbonnières, huile sur toile 24,5 x 32,5 cm, Musée Cantonal des Beaux-Arts, Lausanne
- vers 1891, Le port de Pully, huile sur toile, Musée de Pully
- 1892, Jeune fille peignant, huile sur toile 32.5 x 41 cm, collection particulière
- 1892, La Malade, huile sur toile marouflée et parquetée 74 x 100 cm, collection particulière
- 1892, Cuisinière aux fourneaux, huile sur toile marouflée sur panneau 33 x 41 cm, collection particulière
- 1892, Voilier sur le lac Léman, huile sur toile 26 x 34.5 cm, collection particulière
- 1892-1893, Le Bain au soir d'été, huile sur toile 97 x 131 cm, Kunsthaus, Zürich
- 1893, Le vieux concierge, huile sur toile 73 x 115 cm, Kunstmuseum, Bâle
- 1893, La Valse, huile sur toile 61 x 50 cm, musée d'art moderne André Malraux - MuMa[9], Le Havre
- 1893, Portrait d'Édouard Vuillard, huile sur panneau, collection particulière
- 1893, Environs de Lausanne, huile sur toile, collection particulière
- 1893, Le soir au jardin du Luxembourg, 18 x 48 cm
- vers 1893, Baigneuse en chemise, huile sur carton, collection particulière
- 1893-1894, Femme nue étendue dans l'herbe
- 1894, Le Cadavre, Grenoble, musée de Grenoble
- vers 1894, Le coup de vent, huile sur toile 24 x 36 cm, collection particulière
- vers 1894-1895, Clair de lune, huile sur toile 27 x 41 cm, musée d'Orsay
- 1895, La Troisième Galerie au Châtelet, huile sur bois 49.7 x 61.7 cm, Musée d'Orsay
- 1895, Femme au bain se coiffant
- 1895, Au marché, huile, collection particulière
- 1895, Jardin public le soir, huile sur carton
- 1895, Le jardin du Luxembourg, huile sur toile 54 x 73 cm, collection particulière
- 1895, La blanchisseuse, huile sur carton marouflé sur bois
- 1895, En promenade, huile sur carton 30.8 x 45.1 cm, collection particulière
- 1895, Dame avec un chapeau à plumes
- 1895, La dame au caniche, huile sur carton
- 1895, Un coin de rue, gouache et huile sur carton, 35,9 x 29,5 cm
- 1895, Baigneuse aux roseaux, 98 x 130 cm, collection particulière
- vers 1895, Le bistro
- 1895-97, Scène de rue à Paris, gouache et huile sur carton
- 1896, Félix Fénéon à la Revue Blanche
- 1896, Les passants
- 1896, Bex, huile sur carton 27 x 36 cm, Musée cantonal des Beaux-Arts de Lausanne
- 1896-97, La maitresse et la servante, huile sur carton
- vers 1896, Scène de rue à Paris, gouache et huile sur carton, 35,9 x 29,5 cm, The Metropolitan Museum of Art, New York
- 1897, Autoportrait, huile sur carton 58.9 x 47.9 cm, Musée d'Orsay
- 1897, Portrait de Thadée Natanson, huile sur carton, musée du Petit Palais de Genève
- 1897, Femme nue assise dans un fauteuil rouge, huile sur carton marouflé sur contreplaqué, 28 x 28 cm, Musée de Grenoble
- 1897, Nu dans la chambre rouge, huile sur carton 43 x 60 cm, collection particulière
- 1897, Femme aux coussins, huile sur carton 23 x 41 cm
- 1897, La Source, huile sur carton, 48 × 60 cm, musée du Petit Palais de Genève
- 1897, Femmes nues jouant aux dames, huile sur carton, 25,5 x 52,5 cm, Musées d'Art et d'Histoire de la Ville de Genève
- 1897, Femme nue, rideau vert, huile sur carton 60 x 47,8 cm, Musée cantonal des beaux-arts de Lausanne
- 1897, Femme nue devant une armoire à glace, détrempe sur carton
- 1897, Femme au bain se coiffant, détrempe sur carton
- 1897, Femmes à leur toilette, huile sur carton, 49 x 60,8 cm, Musée d'Orsay, Paris.
- 1897-1898, Femmes nues aux chats, huile sur carton 41 x 52 cm, Musée cantonal des beaux-arts de Lausanne
- 1898, Misia à sa coiffeuse, détrempe sur carton, 36 × 29 cm, Paris, musée d'Orsay
- 1898, Marthe Mellot
- 1898, Triptyque du Bon Marché
- 1898, Cinq heures ou Intimité, tempera sur carton[10]
- 1898, Femmes Nues aux chats
- 1898, La Chambre rouge, tempera sur carton 50 x 68,5 cm, Musée cantonal des beaux-arts de Lausanne
- 1898, Le Mensonge, huile sur carton, 14 × 33,4 cm, musée d'art de Baltimore
- 1898, Le baiser, tempera sur panneau
- 1899, Le haut de forme, intérieur ou La visite
- 1899, Intérieur fauteuil rouge et figures
- 1899, Femme couchée dormant, huile sur papier marouflé 56,5 x 76 cm, collection particulière
- 1899, Intérieur avec femme en chemise, tempera sur carton 48 x 57 cm, collection particulière
- 1899, Le Dîner, effet de lampe, huile sur carton marouflé sur bois 58 x 90 cm, Musée d'Orsay, Paris
- 1899, Me Vallotton au piano, huile sur carton, Musée Toulouse-Lautrec, Albi
- 1899, Madame Félix Vallotton, huile sur bois 58.5 x 50 cm
- 1899, Madame Félix Vallotton à sa coiffeuse, huile sur toile, Kunsthaus, Zürich
- 1899, Baignade à Étretat, huile sur planche, collection particulière
- 1899, Lavandières à Étretat ou Séchaqe du linge sur la plage, huile sur carton, collection particulière
- 1899, 14 juillet à Étretat, huile sur carton, collection particulière
- 1899, La Chambre rouge, Étretat, huile sur panneau 49.2 x 51.3 cm, Art Institute of Chicago
- 1899, Le bain, Étretat, huile sur carton
- 1899, Le Ballon, huile sur carton 48 × 61 cm, Musée d'Orsay, Paris
- 1899, Portrait de Monsieur Alexandre Natanson, huile sur toile 81 x 65 cm, Art Institute, Chicago
- 1899, Sur la plage, huile sur carton 42 x 48 cm, collection particulière
- 1899, Sur la plage à Étretat
- 1899, Vue du Mont Cervin
- 1900, La Salamandre, détrempe sur carton 80,5 x 110,5 cm, collection particulière.
- 1900, La Lingerie, chambre Bleue, huile sur papier couché sur toile 49.9 x 80 cm
- 1900, Femme se coiffant huile sur toile 60,8 × 80,3 cm, Musée d'Orsay
- 1900, Scène d'intérieur, huile sur carton 55.5 x 30.5 cm, Musée d'Orsay
- 1900, Nuage à Romanel ou Le grand nuage, huile sur planche 35 x 46 cm, Musée cantonal des beaux-arts de Lausanne
- 1900, Les saules, huile sur carton 33,5 x 55 cm, Musée cantonal des beaux-arts de Lausanne
- 1900, Colchiques d'automne, huile sur carton, Musée cantonal des beaux-arts, Lausanne
- 1900, La leçon (femme lisant à une petite fille)
- 1900, Le Crépuscule, détrempe sur carton
- 1900, Le Salève et le lac, huile sur planche 31.5 x 47.5 cm
- 1900, Le Jura, Romanel, Francfort-sur-le-Main, Institut d’art Städel et galerie municipale
- 1900-1901, Femme fouillant dans un placard, huile sur toile 78 x 40 cm, collection particulière
- 1900-1902, Les ballons, huile sur carton
- 1901, Maisons bretonnes, huile sur carton, 67 × 52 cm, Winterthur, Villa Flora, collection Hahnloser
- 1901, Le port de Honfleur de nuit, huile sur carton 70 x 100 cm, The Metropolitan Museum of Art
- 1901, Le port de Marseille, huile sur carton, collection particulière
- 1901, Vieille rue de Marseille, huile sur toile
- 1901, Femmes portant des corbeilles à Marseille
- 1901, Le Pharo, Marseille, huile sur carton 52,5 x 67 cm, Musée cantonal des Beaux-Arts de Lausanne
- 1901, Un port, Pushkin Museum of Fine Arts
- 1901, Pêcheurs à la ligne, huile sur toile
- 1901, Les chalands, bord de Seine
- 1901, Place clichy, huile sur carton 43.5 x 57.2 cm, collection particulière
- 1901, Charles Baudelaire, huile sur carton 79 × 68 cm, Walter Feilchenfeldt, Zürich
- 1901, Le Pont-Neuf, huile sur toile, Kunstmuseum Winterthur
- 1902, Pont-Neuf, huile sur carton, 79 × 58 cm, collection particulière
- 1902, Édouard Vuillard dessinant à Honfleur, huile sur carton, 81 × 60 cm, musée des beaux-arts de Montréal
- 1902, Portrait décoratif d'Émile Zola, huile sur carton
- 1902, Hector Berlioz, huile sur carton 105 × 75 cm, collection particulière
- 1902, Portrait de Victor Hugo, huile sur carton
- 1902, Portrait d'Octave Mirbeau, huile sur carton 75 × 66 cm, Musée de Grenoble
- 1902, Portrait d'Ambroise Vollard, huile sur toile 79,3 × 63,8 cm, Musée Boijmans Van Beuningen
- 1902, Le poker, huile sur carton
- 1902, Le provincial, huile sur toile
- 1902, Gossip, huile sur toile, collection particulière
- 1902, Madame Alexandre Bernheim, huile sur carton 48 x 67.5 cm, Musée d'Orsay
- 1902, Le toast
- 1902, Le parc à Villerville
- 1902, Marée haute, Villerville, huile sur carton 34 x 59,5 cm, Musée cantonal des Beaux-Arts de Lausanne
- 1902, Rio della Salute, Venise, huile sur toile 46 x 35 cm, collection particulière
- 1902-1903, Les Cinq peintres, huile sur toile, Kunstmuseum, Winterthur
- vers 1903, Les toits, rue Mérimée, huile sur toile 60 x 42 cm, Musée cantonal des Beaux-Arts de Lausanne
- 1903, Paysage à Arques-la-Bataille, huile sur carton 67 x 103.5 cm, Musée de l'Ermitage
- 1903, Arrivée de bateaux, Dieppe
- 1903, Intérieur avec femme en rouge de dos, huile sur toile, 93 x 71 cm, Kunsthaus, Zürich
- 1903, Intérieur, femme en bleu (fouillant dans une armoire), huile sur toile, Musée d'Orsay
- 1903-1904, Intérieur avec femme en rose
- 1904, Femme nue retenant sa chemise à deux mains
- 1904, Femme au piano, huile sur toile 44 x 57 cm
- 1904, Gabrielle Vallotton au piano, huile sur toile, collection particulière
- 1904, Intérieur, vestibule, effet de lampe, huile sur panneau, Virginia Museum of Fine Arts
- 1904, Femme nue couchée sur un drap blanc
- 1904, Le bas noir, huile sur toile, collection particulière
- 1904, Sous-bois, huile sur toile, Musée Cantonal des Beaux-Arts, Lausanne
- 1904, Crépuscule, huile sur toile, collection particulière
- 1905, Intérieur, jeune fille écrivant, huile sur toile 62 x 51.5 cm, collection particulière
- 1905, Sur le balcon, huile sur planche 52 x 67.5 cm, collection particulière
- 1905, Gabrielle Vallotton agenouillée devant une glace sur le divan de l’atelier de la rue des Belles-feuilles
- 1905, La toilette, huile sur planche 87 x 65 cm, collection particulière
- 1905, Le Repos des modèles, huile sur toile 130 x 195,5 cm, Kunstmuseum, Winterthur
- 1905, À la plage, huile sur planche 88 x 66 cm, collection particulière
- 1905, Femmes jouant dans la nature, huile sur toile 49 x 65 cm, collection particulière
- 1905, Portrait de Gabrielle Vallotton, huile sur toile 89 x 116 cm, Musée des Beaux-Arts de Bordeaux
- 1905, Le Jardin du Luxembourg, huile sur toile 73 x 100 cm
- 1906, Femme lisant
- 1906, Femme torse nu, lisant
- 1905-1906, Portrait de Marthe Mellot (Natanson), huile sur toile 80.5 x 65 cm, Musée d'Orsay
- 1906, Portrait d'Alfred Athis Natanson, huile sur toile 81.5 x 65 cm, Musée d'Orsay
- 1906, Femme couchée de dos sur un canapé rouge, huile sur toile
- 1906, Femme torse nu, lisant, huile sur toile 61 x 50 cm, collection particulière
- 1906, Baigneuse vue de dos
- 1907, Adolescente entrant dans l'eau, huile sur toile, 46 × 31 cm, musée du Petit Palais, Genève
- 1907, Portrait de Gertrude Stein
- 1907, Le Bain turc, huile sur toile 130,5 x 195,5 cm, Musées d'Art et d'Histoire de la Ville de Genève
- 1907, Trois femmes et une petite fille jouant dans l'eau, huile sur toile 130.5 x 195.5 cm, Kunstmuseum, Bâle
- 1907, Le Chapeau violet, huile sur toile 81 × 65,5 cm, Villa Flora, Winterthur
- 1907, Baigneuse de face, huile sur planche, 81 × 65,1 cm, Villa Flora, Winterthur
- 1907, Torse de femme nue de face
- 1907, Torse de femme nue sur fond paravent bleu, huile sur toile
- 1907, Femme nue lutinant un Silène, huile sur toile 83 × 83 cm, Musée cantonal des Beaux-Arts de Lausanne
- 1908, Femme au chapeau noir, huile sur toile 81.3 x 65 cm, Musée de l'Ermitage
- 1908, Portrait de Mme Haasen, huile sur toile 80 x 65 cm, Musée de l'Ermitage
- 1908, La Haine, huile sur toile 206 x 146 cm, Musées d’Art et d’Histoire de la Ville de Genève
- 1908, L'Automne, huile sur toile 115 x 73 cm, collection Mirabaud, Suisse
- 1908, Baigneuse de face, fond gris, 130,5 x 97 cm, Kunsthaus, Glaris
- 1908, Baigneuse au rocher rouge, huile sur toile 116,5 × 89 cm
- 1908, Portrait de Gabrielle Vallotton, huile sur toile 81 x 65 cm, Clemens-Sels Museum, Neuss
- 1908, Le chemin après la pluie
- 1908, Le sommeil, huile sur toile ; 113,5 x 162,5 cm, Musées d’Art et d’Histoire de la Ville de Genève
- 1908, L'Enlèvement d'Europe, huile sur toile 130 x 162 cm, Musée des beaux-arts de Berne
- 1908, Torse de femme, huile sur toile 61 x 50 cm, collection particulière
- 1909, Le Rayon
- 1909, La mare, huile sur toile 73.2 x 100.2 cm, Kunstmuseum, Bâle
- 1909, Femme au perroquet, huile sur toile 114 x 163 cm, collection particulière
- 1909, La Loge de théâtre, le monsieur et la dame, huile sur toile 46 x 38 cm, collection particulière
- 1909, Au café ou Le provincial, huile sur toile 50 x 53 cm, collection particulière
- 1909, Villa Beaulieu à Honfleur, huile sur planche  27.4 x 34.8 cm, collection particulière
- 1909, Nu aux papillons
- 1909, Nu couché sur un tapis rouge, huile sur toile 73 x 100 cm, Musée du petit palais, Genève.
- 1909, Jeune fille, huile sur toile 61 x 50 cm, collection particulière
- 1909, Baigneuse rousse assise sur un rocher, huile sur toile, collection particulière
- 1910, Baigneuse penchée à droite
- 1910, Suzanne et le vieillard, huile sur toile  43.2 x 31.3 cm, Musée du château des ducs de Würtemberg, Montbéliard
- 1910, Persée tuant le dragon, huile sur toile 160 x 233 cm, Musées d’Art et d’Histoire de la Ville de Genève[11]
- 1910, Satyre enlevant une femme au galop, huile sur toile 60 x 72,7 cm, Musée cantonal des Beaux-Arts, Lausanne
- 1910, Baigneuse, buste, huile sur toile, collection particulière
- 1910, Baigneuse assise sur un rocher, huile sur toile 50 x 61 cm[12]
- 1910, Baigneuse au chien
- 1910, Coucher de soleil, ciel orangé
- 1910, Baigneuse blonde marchant dans l'eau, huile sur toile  81 x 65 cm, collection particulière
- 1910, Nature morte aux pommes, huile sur toile 45 x 53.5 cm, musée d'art moderne André-Malraux, Le Havre
- 1910, Nature morte, musée national des beaux-arts d'Alger
- 1910, Capucines, marguerites et églantines, huile sur carton 81 x 54 cm
- 1910, Away in the sunlight, huile sur toile  87 x 82 cm, collection particulière
- 1910, Honfleur et la Baie de Seine, huile sur toile  88 x 82 cm, collection particulière
- 1910, Le château de Barneville, huile sur toile 74 x 100 cm, collection particulière
- 1910, Femme acrobate, huile sur toile  65 x 81 cm, collection particulière
- 1910, Femme africaine, huile sur toile 100 x 81 cm, musée d’Art moderne, Troyes
- 1910, Femme lisant dans un intérieur, Musée Léon Dierx, Saint-Denis-de-la-Réunion
- 1910, Trois femmes jouant avec des crabes
- 1910, Le chapeau vert
- 1910, Le vent, huile sur toile  89.2 x 116.2 cm, National Gallery of Art
- 1911, Paysage avec des arbres ou Derniers rayons, 100 cm × 73 cm, musée des beaux-arts de Quimper
- 1911, Coucher de soleil, marée haute gris bleu, huile sur toile, collection particulière
- 1911, Coquetterie, huile sur toile 89 x 116 cm, collection particulière
- 1911, Jeune fille au miroir, huile sur toile 81 x 116 cm, Musée du Petit Palais, Genève
- 1911, Derniers rayons de soleil, huile sur toile 100 x 73 cm, Musée des Beaux-Arts de Quimper
- 1911, Honfleur dans la brume, huile sur toile
- 1911, Portrait d'une femme noire assise, huile sur toile, collection particulière
- 1911, Jeune femme au foulard jaune, huile sur toile 100 x 80 cm, Musée cantonal des Beaux-Arts, Lausanne
- 1911, Torse au rideau jaune, huile sur toile 100 x 80 cm, Musée cantonal des Beaux-Arts de Lausanne
- 1911, Baigneuse au rocher, huile sur toile 113 x 146 cm, collection particulière
- 1911, Petite baigneuse assise sur le sable, huile sur toile 54 x 65 cm, collection particulière
- 1911, Le repos, huile sur toile 88,9 x 116,9 cm, The Art Institue, Chicago.
- 1911, Les pommes, huile sur toile 73.5 x 100.3 cm, collection particulière
- 1911, Branche de poirier, huile sur toile
- 1911, Vase et statuette
- 1911, Derniers rayons
- 1911, Honfleur dans la brume
- 1911, Le ruban vert
- 1911, Coucher de soleil dans la brume
- 1911, Soleil couchant
- 1911, Concombres, huile sur toile, collection particulière
- 1912, L'été
- 1912, La réussite ou Nu faisant une patience, huile sur toile, Kunsthaus, Zürich
- 1912, Les enfants d'Hans et Lisa Hahnloser, huile sur toile 144.8 x 116.2 cm, Villa Flora, Winterthour
- 1912, Breakfast, huile sur toile, collection particulière
- 1912, Torse à l'étoffe bleue
- 1912, Femme aux colliers
- 1912, Torse de femme, huile sur toile 99,5 × 81 cm, Musée départemental Maurice Denis, Saint-Germain-en-Laye
- 1913, La cathédrale
- 1913, Capucines, huile sur toile, collection particulière
- 1913, La Blanche et la Noire, huile sur toile 114 x 147 cm, Villa Flora, Winterthour
- 1913, Femme et Guitare, huile sur toile
- 1913, Baigneuse assise de dos sur le sable, huile sur toile 81,5 × 100 cm
- 1913, La cathédrale de Petropavlovsk, huile sur toile
- 1913, La Via Appia
- 1913, Paysage des environs de Pérouse, huile sur toile 44.3 x 63.5 cm, Musée des beaux-arts Jules-Chéret, Nice
- 1913, Portrait de Georges Haasen, huile sur toile 81.7 x 100.5 cm, Musée de l'Ermitage
- 1913, Nu au lit, huile sur toile 114 x 146 cm, collection particulière
- 1913, Femme (blonde nue) aux mandarines, huile sur toile, collection particulière
- 1913, Homme et femme ou Le viol, huile sur toile 200 x 250 cm, collection particulière.
- 1913, Trinité-des-Monts, huile sur panneau, collection particulière
- 1913, L'étoffe jaune, huile sur toile 80.96 x 65.41 cm, collection particulière
- 1913, Tulipes et statuette de Maillol, huile sur carton 80,7 × 65,1 cm, collection particulière
- 1913, Soleil couchant, collection particulière
- 1913, Coucher de soleil, huile sur toile, collection particulière
- 1913, La grève blanche, Vasouy, huile sur toile 73 x 54 cm, collection particulière
- 1913, La marée montante, huile sur toile, Kunstmuseum, Soleure
- 1913, Houlgate, la falaise
- 1913, La nuit au léger brouillard
- 1913, L'entrée du pont de l'Alma, huile sur toile 54 x 65 cm, collection particulière
- 1913, L'escalier du couvent San Marco, Perugia, huile sur toile 65 x 46 cm, collection particulière
- 1914, Autoportrait à la robe de chambre, huile sur toile 81 x 65 cm, Musée cantonal des Beaux-Arts, Lausanne
- 1914, L'Entrecôte
- 1914, Nu à l’écharpe verte, huile sur toile
- 1914, Après le bain, huile sur toile
- 1914, La source, huile sur toile
- 1914, Orphée dépecé, huile sur toile 250 x 200 cm, Musées d’Art et d’Histoire de la Ville de Genève
- 1914, Pommes et vase marocain
- 1914, Jeune femme assise de profil, huile sur toile 80 x 100 cm
- 1914, Femme tenant sa chemise, huile sur toile
- 1914, Buste à l'armoire, huile sur toile, collection particulière
- 1914, Femme à la rose, huile sur toile 100 x 81 cm, collection particulière
- 1915, Paysage de ruines et d’incendies, huile sur toile 115,2 x 147 cm, Kunstmuseum, Berne
- 1915, La guerre (étude), huile sur toile 33 × 41 cm
- 1915, Le crime châtié, huile sur toile
- 1915, Femme nue agenouillée devant un canapé rouge, huile sur toile 81.5 x 100.5 cm, collection particulière
- 1915, La chevelure blonde
- 1915, Femme nue entrant dans l'eau
- 1915, Baigneuse croisant ses bras sur sa poitrine ou Baigneuse de face, fond gris, huile sur toile 81 x 60 cm
- 1915, Martiniquaise, huile sur toile 116 x 89 cm, collection particulière
- 1915, Les Javelles, huile sur toile 73 × 60,5 cm, collection particulière
- 1915, Poivrons rouges, huile sur toile 46 x 55 cm, Kunstmuseum Solothurn, Soleure
- 1916, Avant l’orage ou Entrée de la Villa Beaulieu à Honfleur, huile sur toile, collection particulière
- 1916, Quatre torses, huile sur toile 92 x 72,5 cm, Musée cantonal des Beaux-Arts de Lausanne
- 1916, Nu à la frégate, huile sur toile 100 x 81 cm
- 1916, Baigneuse, huile sur toile 130 x 98 cm, collection particulière[13]
- 1916, Baigneuse, ciel orageux, huile sur toile 98 x 130 cm
- 1916, L'Homme poignardé, huile sur toile 97 x 131 cm, Kunstmuseum, Winterthur
- 1916, La Seine près des Andelys, huile sur toile 64.7 x 80.9 cm, collection particulière
- 1916, Orage venant, Les Andelys, huile sur toile73 x 92 cm, collection particulière
- 1916, Souvenir des Andelys, huile sur toile
- 1917, L'Yser (étude), huile sur toile 32 × 41 cm, collection particulière
- 1917, Soldats sénégalais au camp de Mailly, huile sur toile 42 × 55 cm, Musée départemental de l'Oise, Beauvais
- 1917, Le bois de la Gruerie et le ravin des Meurissons, huile sur toile 72,5 × 137,5 cm, Centre national des arts plastiques, Nanterre
- 1917, L'église de Souain, huile sur toile 96 x 130 cm, National Gallery of Art
- 1917, Ruines à Souain, huile sur toile, collection particulière
- 1917, Ruines à Souain, coucher de soleil, huile sur toile, collection particulière
- 1917, Église des Hurlus en ruine, huile sur toile 73 x 100 cm, Musée d’Orsay, Paris
- 1917, Le cimetière militaire de Chalons, huile sur toile 54 x 80 cm
- 1917, Verdun, esquisse, huile sur toile
- 1917, Verdun, huile sur toile 114 x 146 cm, Musée de l'Armée, Paris
- 1917, Coucher de soleil
- 1917, Soir, côte de Grasse
- 1917, La Seine à Mantes
- 1917, Effet de brume, Honfleur
- 1917, Vases de Honfleur, huile sur toile 54 x 81 cm, Musée cantonal des Beaux-Arts de Lausanne
- 1917, Paysage de lande bretonne
- 1917, Rocher à Ploumanac'h
- 1917, Rade de Trégastel, huile sur toile 55 x 87 cm
- 1917, Baigneuse retirant sa chemise, huile sur toile 131 x 97 cm
- 1918, Le Lieutenant Claude Léon en tenue de campagne, 37e régiment d'artillerie, 1918, Musée national des beaux-arts d'Alger
- 1918, Baigneuses, sous-bois
- 1918, Baigneuse dans l'eau jusqu'à mi-cuisses, huile sur toile
- 1918, Baigneuse assise sur le sable, huile sur toile 22 x 27 cm
- 1918, Andromède, huile sur toile 100 x 81 cm, Kunstmuseum, Berne
- 1918, Andromède debout et Persée
- 1918, La viande et les œufs, huile sur toile 38 × 56 cm, Villa Flora, Winterthur
- 1918, Le jambon, huile sur toile 61,5 x 50 cm, Dallas
- 1918, Coucher de soleil à Grâce, ciel orangé et violet
- 1918, Paysage composé sous-bois
- 1918, Bois de Boulogne, Lac Saint-James, huile sur toile 50 x 61 cm, collection particulière
- 1918, Bateau à Berville, huile sur toile 51 x 71 cm, collection particulière
- 1918, Quai de Berville, huile sur toile 65 x 54 cm, collection particulière
- 1919, Nu debout dans l'eau ou Baigneuse aux mouettes, huile sur toile 61 x 48 cm, collection particulière
- 1919, Bois de boulogne
- 1919, Femme accroupie offrant du lait à un chat
- 1919, Baigneuse assise de profil sur un rocher, huile sur toile 49 x 59.5 cm, Musée du Petit Palais, Genève
- 1919, Nature morte avec nappe à carreaux bleue, huile sur toile, collection particulière
- 1919, Paysage au coucher du soleil ou Paysage au soleil couchant, huile sur toile, collection particulière
- 1919, Vase vert et bol blanc
- 1919, Groseilles et capucines
- 1919, Pommes
- 1919, Lac Léman et les Dents du Midi, huile sur toile 38 x 54 cm, collection particulière
- 1919, Lac de Géronde à Sierre, huile sur toile, 61 x 50 cm, collection particulière
- 1920, Sous-Bois, Kunsthalle de Brême
- 1920, Roses rouges, huile sur toile, 54,5 x 65,5 cm, Musée d'Orsay
- 1920, Fleurs et fraises, huile sur toile, collection particulière
- 1920, Nature morte avec des roses, huile sur toile, 46 x 55 cm, collection particulière
- 1920, Femme au châle rouge, huile sur toile, Musée cantonal des beaux-arts de Lausanne
- 1920, Torse d'une jeune femme , huile sur toile, 92,1 x 73 cm, collection particulière
- 1920, Maison au soleil, cailloux bleus, huile sur toile, 65 x 54 cm, collection particulière
- 1920, Vieille rue de Cagnes, soleil couchant ou Vieille rue à Cagnes au coucher du soleil
- 1921, Grosse Cruche, Poires et Œufs
- 1921, Cruche et Hortensia, huile sur toile 81 x 65.1 cm
- 1921, Femme au châle rouge, huile sur toile
- 1921, Femme nue dormant au bord de l'eau
- 1921, Femme lisant seins nus, huile sur toile, 81 × 65,3 cm, Musée d'arts de Nantes
- 1921, La Bibliothèque, huile sur toile 81 × 60,5 cm, Musée d'Orsay
- 1921, Le Panier de cerises, huile sur toile 54 x 73.5 cm, collection particulière
- 1921, Premiers Rayons
- 1921, Les Agaves, huile sur toile 54 x 65 cm, musée cantonal des Beaux-Arts de Lausanne
- 1921, Mimosa en fleur à Cagnes, huile sur toile
- 1921, Vue cavalière de la Cagne, huile sur toile, collection particulière
- 1921, Le lac du bois de Boulogne, huile sur toile, collection particulière
- 1921, Bois de Boulogne, huile sur toile, 73 x 60 cm, collection particulière
- 1921, Blonde nue
- 1921, Premiers rayons
- 1921, Paysage aux reflets
- 1922, Le Vieil Olivier, huile sur toile, Musée du Petit Palais de Genève
- 1922, Pêchers en fleurs, Provence, huile sur toile, 73 x 60,3 cm, The Metropolitan Museum of Art
- 1922, Paysage à Saint-Jeannet, Provence, huile sur toile 80.6 x 64.8 cm, The Metropolitan Museum of Art
- 1922, Torse de femme, huile sur toile 81 x 65 cm, Musée d'art moderne, Saint-Étienne
- 1922, Route à Saint-Paul, huile sur toile 80.6 x 64.5 cm, Tate Gallery, London
- 1922, Une rue à Cagnes, huile sur toile 81 × 65 cm, collection particulière
- 1922, Église Saint-Anne à Cagnes, huile sur toile 65 × 54 cm, collection particulière
- 1922, Chrysanthèmes et Feuillage d'automne, huile sur toile 92 x 73 cm, collection particulière
- 1922, Nature morte à l'assiette bleue, huile sur toile 54 × 73 cm
- 1922, Tulipes perroquet dans une cruche verte, huile sur toile
- 1922, Chaste Suzanne, huile sur toile, collection particulière (réinterprétation moderne du thème biblique Suzanne et les vieillards)
- 1922, Un coin de ville à Pont-Audemer, huile sur toile, collection particulière
- 1922, L'Île du lac Saint-James, huile sur toile 54 x 73 cm, collection particulière
- 1922, Aïcha, huile sur toile 99.8 x 80.5 cm, collection particulière
- 1922, Femme drapée de rouge tenant une cigarette
- 1922, Jeune femme à l'écharpe verte
- 1922, La Lectrice, huile sur toile 81 x 100 cm
- 1922, La Seine bordée de saules, Tournedos
- 1922, Le Bouquet, huile sur toile 146 x 114 cm, collection particulière
- 1922, Le Pont sur le Béal, huile sur toile 73 x 60 cm, collection particulière
- 1922, Marée basse à Villerville, huile sur toile 91.5 x 73.5 cm, collection particulière
- 1922, Mouettes
- 1922, Famille d'arbres, huile sur toile 100 x 73 cm, collection particulière
- 1923, Des sables au bord de la Loire, huile sur toile 73 × 100 cm, Kunsthaus, Zürich
- 1923, Bords de la Loire à Champtoceaux
- 1923, Côte roussie et Tourelle, Champtoceaux
- 1923, Un soir sur la Loire, huile sur toile
- 1923, Nuit tombante sur la Loire, huile sur toile, collection particulière
- 1923, Genêts en fleurs, Avallon, huile sur toile 72,8 × 54 cm
- 1923, Paysage à Loguivy
- 1923, La Plage de Honfleur avec une multitude de personnages
- 1923, Chemin au bois de Boulogne
- 1923, Autoportrait
- 1923, Jeune Femme nue assise sur un tapis rouge, huile sur toile
- 1923, Jeune Femme lisant, huile sur toile 81 x 100 cm, collection particulière
- 1923, Hortensia et Citron
- 1923, Nature morte avec cruche en terre cuite, huile sur toile, collection particulière
- 1923, Nature morte aux anémones et oranges
- 1923, Nature morte avec un journal, huile sur toile, collection particulière
- 1923, Pommes et Ananas, huile sur toile 65 x 81 cm, collection particulière
- 1923, Capucines et Prunes, huile sur toile 54 x 72 cm, collection particulière.
- 1923, La Soupière noire, huile sur toile 54 x 73 cm, collection particulière
- 1923, Pont à la romaine à Cagnes, huile sur toile 89.5 x 76.5 cm, musée d'art moderne André-Malraux, Le Havre
- 1921-1924, Maison et roseaux, huile sur toile 65 × 81 cm, Musée d'art moderne et contemporain, Strasbourg
- 1924, Paysage, la maison au toit rouge, huile sur toile 54.5 x 73 cm, Musée d'art et d'industrie André Diligent - La Piscine, Roubaix
- 1924, Soucis et mandarines, huile sur toile 65.3 x 54.2 cm, National Gallery of Art, Washington
- 1924, Cagnes, le palmier
- 1924, Nature morte au melon
- 1924, Cruche et poires
- 1924, Nature morte aux glaïeuls
- 1924, La Risle, près de Berville, huile sur toile, 73,5 × 100 cm
- 1924, Château Gaillard aux Andelys, huile sur toile, 82 x 65 cm, Musée cantonal des Beaux-Arts, Lausanne
- 1924, Le Château-Gaillard et la place des Andelys
- 1924, Le Retour de la plage, huile sur toile, 81 x 100 cm, Musées d'art et d'histoire de Genève
- 1924, Les Andelys, le soir, huile sur toile
- 1924, La Claire-voie, Menton, huile sur toile, 73 × 54 cm
- 1924, Femme couchée sur fond violet, huile sur toile
- 1924, La Lecture abandonnée, huile sur toile
- 1924, Femme nue tenant un livre, huile sur toile, 115 × 146 cm, collection particulière
- 1925, Paysage de neige au Bois de Boulogne, huile sur toile 60 x 73 cm, collection particulière
- 1925, Femme au collier bleu
- 1925, Nu de dos sur un canapé rouge
- 1925, La Roumaine à la robe rouge, huile sur toile, 160 x 81 cm, Centre Pompidou, Paris
- 1925, Rue à Rocamadour, huile sur toile
- 1925, La Dordogne à Beynac, huile sur toile, 73 x 54 cm
- 1925, La Dordogne à Carennac, huile sur toile, 73 x 60 cm, Kunsthaus, Zürich
- 1925, La Dordogne à Vitrac, huile sur toile, 65 x 81 cm, collection particulière
- 1925, Paysage de la Creuse
- 1925, Paysage de neige au Bois de Boulogne
- 1925, Paysage à Souillac, huile sur toile
- 1925, Chemin au Mourillon
- 1925, Kioske au Mourillon
- 1925, Nature morte aux fleurs, huile sur toile, 72,7 x 60 cm, The Metropolitan Museum of Art
- 1925, Nature morte à la bouteille de Châteauneuf
- 1925, Oignons et Soupière
- 1925, Dame-Jeanne et Caisse, huile sur toile, 73 x 100 cm, Dallas, Texas
- 1925, L'Estérel et la baie de Cannes, huile sur toile, 54 x 65 cm
- 1925, Femme au chevalet, huile sur toile, 73 x 92 cm

Sans date
- Petits baigneurs, huile sur toile, 21,5 x 28,5 cm, collection particulière
- La couturière
- Femme avec poudrier
- Nu couché, jambes repliées
- Paysage à Marcillac, huile sur toile, collection particulière
- Portrait d'une femme, huile sur toile

### Statuettes
- 1904, Femme retenant sa chemise, bronze[14]
- 1904, Porteuse d'eau, bronze patiné de brun, 28 cm[15]

### Écrits
Vallotton tenait régulièrement un journal depuis 1882, date de son arrivée à Paris. Il en a expurgé, à la fin de sa vie, toutes les pages antérieures à 1914. 
Il a écrit également plusieurs articles, en tant que critique d'art ou essais, quelques romans, dont La Vie meurtrière (1907-1908) ainsi que quelques pièces de théâtre.